# リチャード・ネヴィル (第5代ソールズベリー伯)
第5代ソールズベリー伯リチャード・ネヴィル（Richard Neville, 5th Earl of Salisbury, 1400年 - 1460年12月31日）は、15世紀のランカスター朝期のイングランドの貴族。
母が王室の血を引いていたことと、母方の爵位継承者が不在だったことから爵位・所領を拡大し、スコティッシュ・ボーダーズ（スコットランドとの国境地方）の警備責任者を長く務めたことで、特に北イングランドで勢力を伸ばした。しかし、ヘンリー6世の時代にノーサンバランド伯のパーシー家との対立が表面化し、これに勝利するためにヨーク公リチャードと手を組んだ。ヨーク公がヘンリー6世に反旗を翻した薔薇戦争でもヨーク派についたが、ウェイクフィールドの戦いの敗戦でヨーク公と共に処刑された。

## 生涯

### ネヴィル家の富の蓄積と分裂

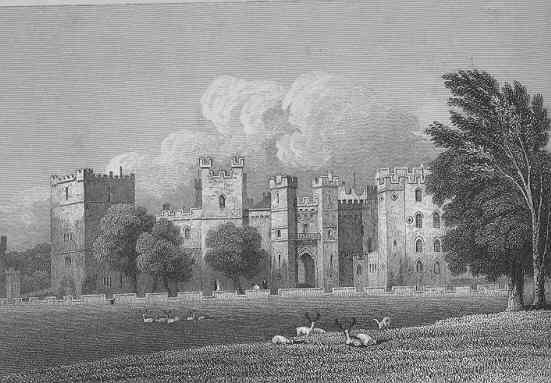
リチャードが生まれたレビィ城（1819年）

第5代ソールズベリー伯リチャードの紋章

1400年、ダラムのレビィ城で生まれた。リチャードはウェストモーランド伯ラルフ・ネヴィルの三男（第10子）ではあったが、母で父の後妻ジョウン・ボーフォートはエドワード3世の3男ジョン・オブ・ゴーントの娘でヘンリー4世の異母妹であった。
ネヴィル家の所領は主にダラムとヨークシャーにあったが、イングランド王リチャード2世、ヘンリー4世はこの一家がスコティッシュ・ボーダーズにおけるパーシー家の勢力との均衡をはかるのに利用できると考え、1397年に父にウェストモーランド伯爵位が与えられ、さらに1403年にはスコットランドとの西部国境警備責任者（Lord Warden of the West March）に任命された。王族・貴族間の区別がいっそう重要になっていた時期であるからこそ、ラルフにとってエドワード3世の孫娘で王室の一員のジョウン・ボーフォートとの結婚はもう一つの報酬として見ることができる。

### リチャードの結婚と妻の権利
父と最初の妻の間にできた子供達は皆地方貴族と結婚したが、ジョウン・ボーフォートとの子供達はより高貴な家系と縁組した。リチャードの3人の姉妹は皆公爵と結婚し（妹セシリーはヨーク公リチャードと結婚した）、彼自身はソールズベリー伯トマス・モンタギューの一人娘で爵位継承権を持つアリス・モンタギューと結婚した。
リチャードとアリスが結婚した日付は分かっていないが、おそらく王妃キャサリン・オブ・ヴァロワの戴冠式に夫婦として出席した1421年2月以前のことと推定される。結婚時点では妻アリスはまだ推定相続人であり、この時点でのソールズベリー伯である義父トマスは存命であるどころか、1424年にアリス・チョーサーと再婚した。しかし結局、この結婚では子供は生まれず、モンタギュー家の男系継承者の絶えた1429年にリチャードは晴れてソールズベリー伯に、アリスはソールズベリー女伯になった。こうしてリチャードは三男としては望外な所領を得た。
更に不思議なことに、本来ネヴィル家の遺産を受け継ぐはずの先妻の子（リチャードの異母兄）ジョン・ネヴィルは、その遺産の大部分を継母であるジョウンが継承する事を認めた。こうなると、ジョウンが亡くなる1440年には、その嫡子であるリチャードがネヴィル家の遺産を受け取ることになる。後に父の遺産分配に甥でジョンの息子ラルフ・ネヴィルが異議を唱えるが、1443年に決着し、リチャードはネヴィル家の主要な所領であるミドルハム・シェリフハットン・ペンリス等を所有し続けた（但し、レビィ城だけはジョンの血統に返還された）。ネヴィル家内の遺産問題の後、リチャードはパーシー家との確執に突入していく。
また、リチャードの結婚は、妻の権利として妻の母方の祖父に当たるケント伯トマス・ホランドの遺産までもたらした。皮肉にも彼のソールズベリー伯の称号自体は大した富をもたらさなかったが、彼はイングランド南部のバークシャーに邸宅を構えた。

### スコットランド国境防衛
当時スコットランドとの国境は、ノーサンバーランドのベリックに本拠地を置く東部国境と、カンブリアのカーライルに本拠地を置く西部国境の、2人の警備責任者によって守られていた。14世紀まではこの両方がパーシー家から任命されていた。
ヘンリー4世の即位を支援していたパーシー家は、1399年のヘンリー4世の即位に伴って、西部国境はノーサンバランド伯ヘンリー・パーシーに、東部国境はその息子のヘンリー・パーシー（ホットスパー）がそれぞれ警備責任者になった。しかし後にホットスパーは反乱を起こして1403年に戦死、父も反逆罪の共謀として捕らえられた。その逮捕を国王に命じられたのがリチャードの父ラルフ・ネヴィルであり、その褒美としてパーシー家の後任として東西両方の国境警備責任者の職を与えられた（ノーサンバランド伯は後に再び反乱を起こし、1408年に戦死）。
ヘンリー5世の即位に伴って、ノーサンバランド伯の孫でホットスパーの遺児・ヘンリー・パーシーが復帰、リチャードの姉エレノアと結婚した。パーシー家は所領を回復し、1417年に東部国境だけはパーシー家の担当に戻されるが、西部国境はネヴィル家世襲の官職となった。
1420年、リチャードは父の後任としてスコットランド西部国境警備責任者に任命された。この役職は当時のイングランドでは平時で1500ポンド、いざスコットランドと戦争になった場合にはその4倍の予算が支給される、極めて金になる官職であった。スコットランド国境の防備に関しては、対フランス戦線のカレーと違って部隊の常駐義務はなかったが、絶え間ない襲撃と小競り合いに対処するうちに、よく訓練された精兵が揃うことになった。リチャードがカンバーランド、ウェストモーランド、ダラムで治安判事に任命されたところを見ると、ヘンリー5世の信任も厚かったのだろう。
ヘンリー5世没後の1431年、ヘンリー6世がフランス王としての戴冠式を行うためフランスに赴いた時には、その一行に同行し、帰国するとさらに東部国境警備責任者にも任命された。
しかし1436年、リチャードはあっさり東西両方の国境警備責任者を辞職してしまう。恐らくヘンリー6世からの予算支払いの滞りにプレッシャーをかける目的だったと考えられる。辞職が了承されると、彼は自前の歩兵・弓兵からなる1300人の兵士を連れて、フランス遠征に向かう義弟のヨーク公リチャードに同行した。翌1437年に帰国し、11月には枢密院のメンバーとなった。
この後しばらくは、前述のネヴィル家内の遺産騒動に注力してスコットランド国境警備からは離れていたが、1443年にお家騒動が収まると、西部国境警備責任者に復帰した。この時の予算は1000ポンド以下に減少したが、不渡りになる可能性のある手形払いではなく、国庫の特別枠として現金予算を確保した。ここでリチャードが手形ではなく予算枠にこだわったのは、1436年の遅滞に懲りたからかも知れない。

### パーシー家との確執

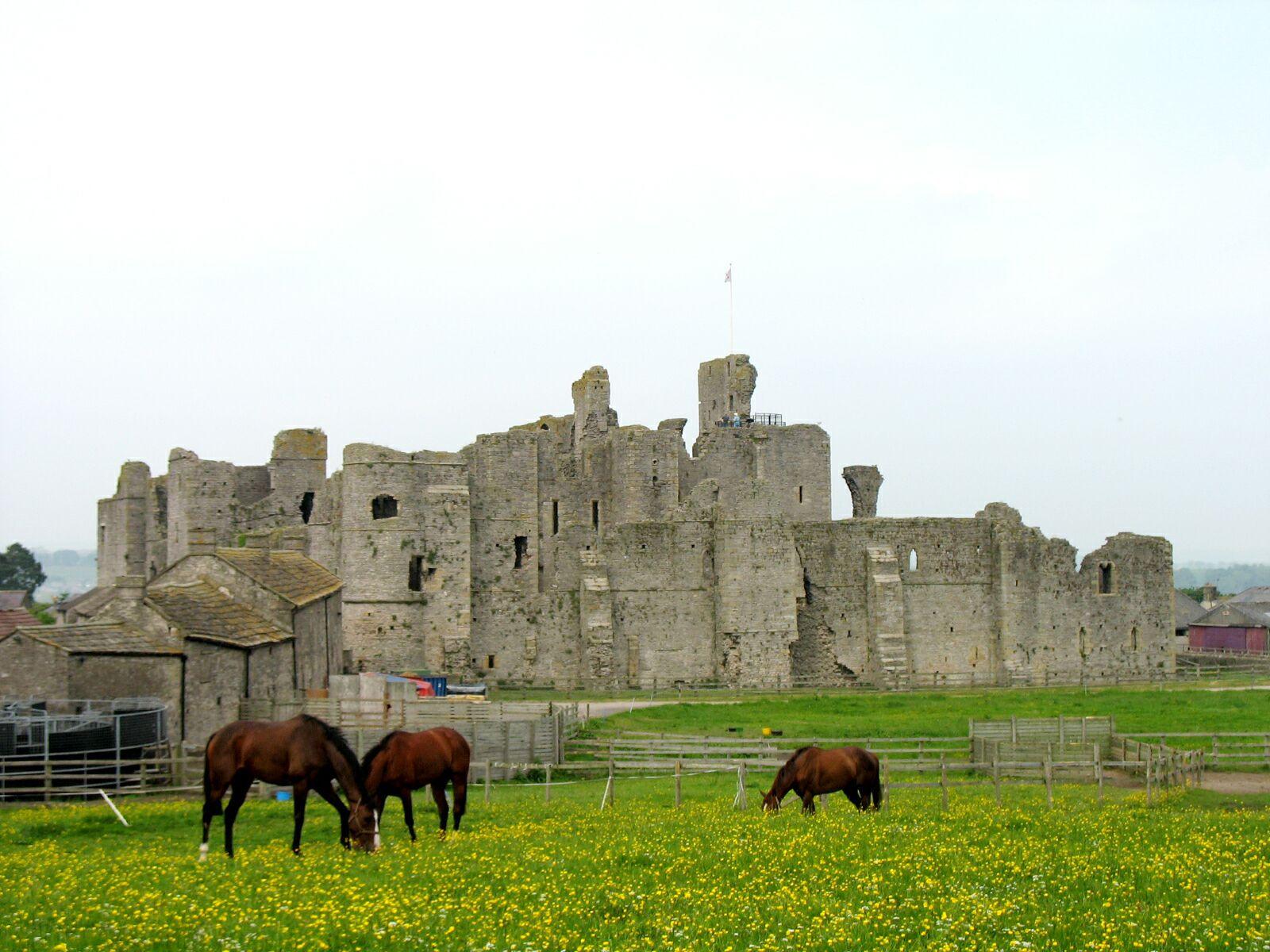
現在のミドルハム城

1443年の終わりから、リチャード・ネヴィルはノース・ヨークシャーのミドルハム城を居城とした。彼は国王の顧問団の一員で西部国境警備責任者でもあり、その地位に満足していた。弟ロバートはダラム司教になり、もう1人の弟ウィリアムはロックスバラ城の監督権を得た。リチャードの子供達はと言えば、1436年に長女セシリーと長男リチャードはそれぞれウォリック伯リチャード・ド・ビーチャムの息子・娘と結婚した。リチャードは後に妻の権利でウォリック伯爵位も継承した。
しかし、ネヴィル家の栄達はこの頃から陰りを見せ始める。成長したヘンリー6世は1430年代の後半頃から親政を始めたが、ヘンリー6世は凋落していた王室の権威を増すために、王族に近い貴族の富が増すように腐心した。しかしリチャードはまだ若かった上に、エドワード3世の血を引いているとは言え庶出である上に女系の血縁だったため、あまり富の分配にあずかれなかった。
この状況下の北イングランドにおいて、ネヴィル家とエドワード3世の男系血縁であるパーシー家との主導権争いは、重大事に発展する可能性があった。支配者である国王が強くて有能であれば この不和をコントロールするなり自身の得になるように采配するところであるが、病弱なヘンリー6世では対処できず、当初の地方課題はイングランド全土での紛争へと発展してしまった。
パーシー家は北イングランド中に所領を持っているのに対し、ネヴィル家の北イングランドにおける所領はノース・ヨークシャーとダラムに集中していた。しかしネヴィル家は西部国境警備責任者だったため、北西部での所領はケンダルとペンリスだけにもかかわらず、北西部でも大きな力を持っていた。パーシー家はカンバーランドとウェストモーランドにある自家の所領の住人に対して、ネヴィル家が資金力にものを言わせて西部国境警備のための兵士を募集したことに憤慨していた。
15世紀イングランドの体制は『疑似封建制』とも言える状況で、全ての臣民は信頼に足る主君を求めていた。雇われた家臣は主に軍事活動で奉公し、それに対して主君は家臣に「若干の年俸」と「主君への忠誠を表すための徽章や服に付ける小物等（制服）」と「近隣との諍いが生じた時の支援（保全）」を与えていた。しかし北イングランドはウェストミンスターの宮廷から遠いため、不正に対する法的対処という保全は十分に行き渡っていなかった。そんな中、リチャードの国境警備責任者としての財力をもってすれば、パーシー家の所領の住人に対しても無償で支援を与えることも可能だった。
1448年にスコットランドとの戦いが再開すると、ノーサンバランド伯ヘンリー・パーシーはリチャードが管轄する西部国境を通って兵を投入した。これはノーサンバランド伯の重大なエチケット違反である。ノーサンバランド伯は西部国境で突出した上に戦闘に敗れ、息子のポイニングズ卿は捕らえられた。攻撃に転じたスコットランド軍に対応したため、リチャードは2000頭以上の馬を失い、さらに後の和平交渉のメンバーからもノーサンバランド伯と共に外されてしまった。これで両家の感情的な対立が煽られた。
長い間が空けば悪意は薄らいだかもしれないが、ノーサンバランド伯の次男イグリモント卿はその後数年にわたってリチャードの地盤のヨークシャー、特にヨークとシェリフ・ハットンのネヴィル家の城で紛争を起こして回った。
1453年8月、イグリモント卿はシェリフ・ハットンへと向かったリチャードを待ち伏せするつもりで、1000人以上の兵を集めた。リチャードはリンカンシャーで4男のトマスの結婚式に出席しており、その護衛の方がイグリモント卿の伏兵の人数よりは少なかったであろうが、充分な武装をしていたのか、無事にシェリフ・ハットンに到着した。無事だったとはいえ、これが私闘の始まりである。

### 最期

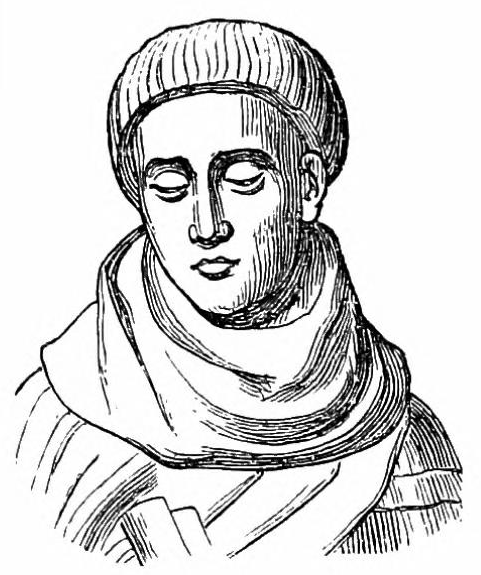
第5代ソールズベリー伯リチャード・ネヴィル（墓像をもとにした肖像画）

1455年、大法官にしてもらった恩から、リチャード・ネヴィルはヨーク公に鞍替えした。ヘンリー6世が独立を宣言したヨーク公を護国卿の地位から外そうとした時、彼はヨーク公の行動を「自衛的措置」として、セント・オールバンズの戦いでヨーク公に合流、ノーサンバランド伯とサマセット公エドムンド・ボーフォートを討ち取っている。1459年のブロア・ヒースの戦いでも大勝したが、ラドフォード橋の戦いに大敗、王室の恩赦からも除外されて、カレーに逃げた。
1460年で長男のウォリック伯がノーサンプトンの戦いで反撃、ヘンリー6世を捕らえたが、リチャードとヨーク公はウェイクフィールドの戦いで敗死した。
リチャード・ネヴィルのアラバスター製の彫像はバークシャーのバーグフィールド教会にある。最初、彼はポンテフラクトに埋葬されたが、息子が胴体をビーシャムの一族の墓に移葬し、この彫像を立てた。後にヘンリー8世が修道院の解散を行った時に、現在のバーグフィールド教会に移された。

## 子女
リチャードはアリス・モンタギューとの間に10人の子供を儲けた。
1. セシリー・ネヴィル（Cecily Neville, 1424年 - 1450年） - 初代ウォリック公ヘンリー・ビーチャム（1446年没）と結婚、次にウスター伯ジョン・ティプトフト（1470年没）と結婚。
2. リチャード・ネヴィル（Richard Neville, 1428年 - 1471年） - ウォリック伯、ソールズベリー伯
3. ジョン・ネヴィル（John Neville, 1431年 - 1471年） - モンターギュ侯
4. ジョージ・ネヴィル（George Neville, 1432年 - 1476年） - ヨーク大司教、イングランド大法官
5. ジョーン・ネヴィル（Joan Neville, 1434年 - 1462年） - 第16代アランデル伯ウィリアム・フィッツアランと結婚。
6. キャサリン・ネヴィル（Katherine Neville, 1442年 - 1503年） - 最初ハリントン男爵ウィリアム・ボンヴィルと、次にヘイスティングス男爵ウィリアム・ヘイスティングスと結婚。
7. トマス・ネヴィル（Thomas Neville, 1443年 - 1460年） - 1449年に騎士に叙され、ウェイクフィールドの戦いで戦死。
8. エレノア・ネヴィル（Eleanor Neville, 1447年 - 1482年） - 第2代スタンリー男爵トマス・スタンリー（後にダービー伯）と結婚。
9. アリス・ネヴィル（Alice Neville, 1450年頃 - 1503年） - フィッツヒュー卿ヘンリー・フィッツヒューと結婚。彼らの曾孫がヘンリー8世の6人目の王妃キャサリン・パーである。
10. マーガレット・ネヴィル（Margaret Neville, 1450年頃 - 1506年） - オックスフォード伯ジョン・ド・ヴィアーと結婚。